# Loretto (Pennsylvania)
Loretto  è una borough degli Stati Uniti d'America, nella contea di Cambria nello Stato della Pennsylvania. Secondo il censimento del 2000 la popolazione è di 1.190 abitanti.

## Storia
Loretto è stata fondata nel 1799 da Demetrius Augustine Gallitzin (1770-1840), un sacerdote cattolico (oggi servo di Dio conosciuto come "l'apostolo degli Allegheny") proveniente dalla famiglia dei Principi Gallitzin (o Golicyn), nato ortodosso ma divenuto cattolico, religione della madre. La città prende il nome da Loreto, in Italia. Loretto è stato costruito adiacente l'insediamento fondata dal veterano capitano Michael McGuire,  nel 1788.  Nel suo testamento, il capitano McGuire donò terre alla Chiesa cattolica su cui il principe Gallitzin costruì poi la Chiesa di San Michele nel 1799, ricostruita a inizio Novecento e oggi Basilica (fa parte della diocesi di Altoona-Johnstown). Gli fu poi dedicata la vicina Gallitzin.
Federal Correctional Institution, Loretto , è una prigione federale degli Stati Uniti situato a 0.80 km a sud est di Loretto, sul sito di un ex seminario cattolico.

## Società

### Evoluzione demografica
La composizione etnica vede una maggioranza di quella bianca ( 96,39%), seguita dagli afroamericani (2,52%) dati del 2000.
| borough di Loretto Popolazione |       |
| 2000                           | 1.190 |
| Previsione al 2009             | 1.370 |